# 미만성 침윤성 림프구 증가 증후군
미만성 침윤성 림프구 증가 증후군(Diffuse infiltrative lymphocytosis syndrome)은 CD4 수치가 낮은 HIV 양성 환자에게서 발생하는 증후군 중 하나이다. 증상으로는 쇼그렌 증후군과 비슷하게 통증 없이 귀밑샘이나 턱밑샘의 크기가 증가하고 점막이 건조해지는 양상이 나타난다. 치료에는 고활성 항레트로바이러스 요법(HAART)를 사용하는데, 장기 침윤이 HAART 요법으로 해결되지 않을 경우 스테로이드제도 같이 사용한다.